# Região Geográfica Imediata de Parintins

Localização da Região Imediata de Parintins no Amazonas.

A Região Geográfica Imediata de Parintins é uma das 11 regiões imediatas do estado brasileiro do Amazonas, uma das 2 regiões imediatas que compõem a Região Geográfica Intermediária de Parintins e uma das 509 regiões imediatas no Brasil, criadas pelo IBGE em 2017. É composta de 5 municípios.